# Лавабо
Лавабо (равап, рабоб) — струнний щипковий інструмент, поширений серед уйгурів, що населяють провінцію Синьцзян на північному заході Китаю. Схожий з азійським рубабом.
Має невеличкий дерев'яний округлий корпус зі шкіряною верхньою декою і довгу шийку з відігнутою голівкою. Остання має біля основи двома рогоподібними відростками. Зазвичай на шийці розташовані 21–23 лади, але зустрічаються і безладові інструменти. Загальна довжина інструменту від 600 до 1000 мм.
На шийку натягаються п'ять струн. Перші дві струни — мелодійні, настроюються в унісон, решта — в кварту та квінту. Приблизний лад: Звук дзвінкого тембру, витягується дерев'яним плектром. Лавабо застосовується в основному для акомпанементу співу і танців.